# Bothell (Washington)
Bothell je grad u američkoj saveznoj državi Washington. Prema popisu stanovništva iz 2010. u njemu je živjelo 33.505 stanovnika.